# NGC 5534
NGC 5534 (другие обозначения — MCG -1-36-14, MK 1379, VV 615, IRAS14150-0711, PGC 51055) — галактика в созвездии Дева.
Этот объект входит в число перечисленных в оригинальной редакции «Нового общего каталога».
В галактике вспыхнула сверхновая SN 2001bq типа II, её пиковая видимая звездная величина составила 15,9.